# 譚廣源
谭广源（英語：Frankie Tam Kwong-Yuen），筆名源哲，香港编剧、导演，代表作《打擂台》、《老笠》、《正义回廊》。

## 经历
谭广源1997年报读香港电影编剧家协会举办的编剧课程，曾从事多项跨媒体工作，多年后跟随资深编剧陈文强入行，2005年參與電影《黑社會》，擔任編劇助理，2007年成為全職編劇，第一部主创作品为劉國昌導演的《围城》，其后为中国大陆和香港多部电影、电视剧担任编剧。2011年，憑《打擂台》獲得第30屆香港電影金像獎最佳編劇提名。2016年，凭《老笠》获得第53届金马奖最佳改编剧本提名。2017年起，连续三届任香港電影編劇家協會副會長。2019年，首次执导的电影《潜行者》上映。2023年，憑《正义回廊》獲得第41屆香港電影金像獎最佳編劇提名，任香港電影編劇家協會第十七屆執委會會長。

## 作品

### 导演
- 2019年：《潜行者》（与吕冠南合导）
- 待定：《法迷藏》

### 编剧

#### 电影
- 《新紮師妹3》
- 《惡男事件》
- 《围城》
- 《機動部隊—伙伴》
- 《打擂台》
- 《囡囡》
- 《精武風雲·陳真》
- 《我的野蛮女友2》
- 《畫壁》
- 《紮職》
- 《四大名捕》
- 《四大名捕II》
- 《四大名捕大結局》
- 《有客到》
- 《迷城》
- 《死開啲啦》
- 《老笠》
- 《蕩寇風雲》
- 《京城81號2》
- 《废柴英雄联盟》
- 《古剑奇谭之流月昭明》
- 《正義迴廊》
- 《法迷藏》

#### 电视剧
- 《第一夜的蔷薇》（待播）

## 外部連結
- 譚廣源在香港影庫上的簡介
- 譚廣源在互联网电影资料库（IMDb）上的資料（英文）
- 譚廣源在豆瓣上的资料（简体中文）